# Socratea exorrhiza
Сократея голокоренева, також Сократея голокорінна (лат. Socratea exorrhiza), Ходяча пальма, Кашапона — пальма, що росте в дощових лісах тропіків Центральної та Південної Америки. Висота рослин може досягати 25 м, а діаметр стебла — 16 см, проте середні розміри становлять 15-20 м і 12 см відповідно. Має незвичайні дошкоподібні корені, функція яких обговорюється. На стовбурах цього виду пальм ростуть багато видів епіфітів. Пальму запилюють жуки, крім того різні організми харчуються її насінням і проростками.

## Функція дошкоподібних коренів
1961 року британський вчений Корнер висунув гіпотезу про те, що незвичайні дошкоподібні корені сократеї голокореневої є біологічною адаптацією, що дозволяє пальмі рости в болотистих ділянках лісу. Донині немає доказів на користь того, що дошкоподібні корені насправді є біологічною адаптацією до затоплення ґрунту. Також запропоновано альтернативні гіпотези.
1980 року Джон Х. Бодлі припустив, що дошкоподібні корені дозволяють пальмі «відійти» від точки зростання, в разі, якщо інше дерево падає на проростки і пошкоджує їх. Якщо це відбувається, пальма виробляє нові вертикальні дошкоподібні корені, щоб зберегти рівновагу, а старі корені відмирають. У грудні 2009 року в журналі Skeptical Inquirer американський письменник Бенджамін Редфорд висловив свою думку з цього приводу: «Було б кумедно, якби дерева ходили по тропічному лісі, поки ніхто цього не бачить, але це всього лише міф», а після процитував результати двох детальних досліджень, що підтверджують це.
Відтоді запропоновано й інші переваги дошкоподібних коренів перед звичайними. 1983 року Свейн припустив, що вони дозволяють пальмам виростати в районах з великою кількістю сміття (наприклад, сухі колоди), оскільки вони можуть уникнути перешкод, переміщаючи коріння. Того ж року Гартшорн припустив, що дошкоподібні корені дозволяють пальмі рости вгору, щоб досягати світла без збільшення діаметра стовбура. Корені роблять пальму стійкішою, внаслідок чого вона може рости вище і швидше, порівняно з іншими. Крім того, дошкоподібні корені дозволяють Socratea exorrhiza витрачати менше біомаси на підземні корені, ніж інші пальми, залишаючи більше енергії для коренів, що ростуть над землею. Також існує думка, що такі корені дають перевагу пальмі, коли вона росте на схилі, але ніяких доказів цього не виявлено.
Подібні корені має ще один вид пальм — Iriartea ventricosa.